# آیرونکلاد بایار
آیرونکلاد بایارد (به انگلیسی: French ironclad Bayard) یک کشتی بود که طول آن ۸۱ متر (۲۶۶ فوت) بود. این کشتی در سال ۱۸۸۰ ساخته شد.